# Пленёф-Валь-Андре
Пленёф-Валь-Андре́ (фр. Pléneuf-Val-André, брет. Pleneg-Nantraezh, галло Ploenoec) — коммуна во Франции, находится в регионе Бретань. Департамент — Кот-д’Армор. Центр кантона Пленёф-Валь-Андре. Округ коммуны — Сен-Бриё.
Население (2019) — 4 083 человека.

## География
Коммуна расположена приблизительно в 360 км к западу от Парижа, в 85 км северо-западнее Ренна, в 19 км к северо-востоку от Сен-Бриё  и в 16 км от национальной магистрали N12, на берегу бухты Сен-Бриё.

## История
В 1925 году на пляже Долле были обнаружены фрагменты четвертичного периода, в том числе части скелета мамонта и куски обработанного кремня. Произведенные в 1987 году раскопки обнаружили свидетельства проживания в этом месте людей периода палеолита. 
На острове Ле-Верделе, расположенном в 500 м прямо напротив Пленёф-Валь-Андре и напоминающим очертаниям знаменитый Мон-Сен-Мишель, в Средние Века располагалась небольшая община монахов, называемая также Сен-Мишель, но к XIV веку, когда остров отошел к сеньорам Ламбаль, монахов уже не было; к XVI веку не осталось следов от церкви и каких-либо иных построек на острове.
В 1882 году на морском побережье Пленёфа началось строительство курорта, получившего название Валь-Андре; в 1889 году было начато строительство церкви. В 1965 году коммуна стала называться Пленёф-Валь-Андре. В 2011 году здесь был открыт новый спа-центр талассотерапии. 

## Достопримечательности
- Вилла Помье (1927 год). Исторический памятник с 1995 года[2]
- Замок Бьенасси (XV век). Исторический памятник с 2013 года[3]
- Три дольмена (эпоха неолита). Исторический памятник с 1965 года[4]
- Церковь Святых Петра и Павла (1889—1897 годы)
- Остров Ле-Верделе
- Порт Дауэ в устье реки Флора

## Экономика
Структура занятости населения:
- сельское хозяйство — 3,6 %
- промышленность — 3,4 %
- строительство — 5,9 %
- торговля, транспорт и сфера услуг — 53,4 %
- государственные и муниципальные службы — 33,6 %

Уровень безработицы (2018) — 10,9 % (Франция в целом —  13,4 %, департамент Кот-д’Армор — 11,5 %). 

Среднегодовой доход на 1 человека, евро (2018) — 24 710 (Франция в целом — 21 730, департамент Кот-д’Армор — 21 230).
В 2007 году среди 2064 человек в трудоспособном возрасте (15—64 лет) 1365 были экономически активными, 699 — неактивными (показатель активности — 66,1 %, в 1999 году было 62,1 %). Из 1365 активных работали 1221 человек (611 мужчин и 610 женщин), безработных было 144 (65 мужчин и 79 женщин). Среди 699 неактивных 161 человек были учениками или студентами, 384 — пенсионерами, 154 были неактивными по другим причинам.

## Демография
Динамика численности населения, чел.

## Администрация
Пост мэра Пленёф-Валь-Андре с 2018 года занимает Пьер-Алексис Блевен (Pierre-Alexis Blévin). На муниципальных выборах 2020 года возглавляемый им независимый список победил во 2-м туре, получив 48,15 % голосов (из трех списков).
| Период | Период | Фамилия                     | Партия                                       | Примечания                       |
| ------ | ------ | --------------------------- | -------------------------------------------- | -------------------------------- |
| 1945   | 1947   | Александр Левек             |                                              | капитан дальнего плавания        |
| 1947   | 1959   | Гийом де ла Губле де Нантуа |                                              |                                  |
| 1959   | 2001   | Гийом Гедо                  | Союз за французскую демократию Разные правые | фармацевт                        |
| 2001   | 2008   | Бернар Рампийон             | Разные левые                                 |                                  |
| 2008   | 2020   | Жан-Ив Леба                 | Союз за народное движение Республиканцы      | советник по вопросам образования |
| 2020   |        | Пьер-Алексис Блевен         | Союз за народное движение Республиканцы      | юрист                            |

## Фотогалерея

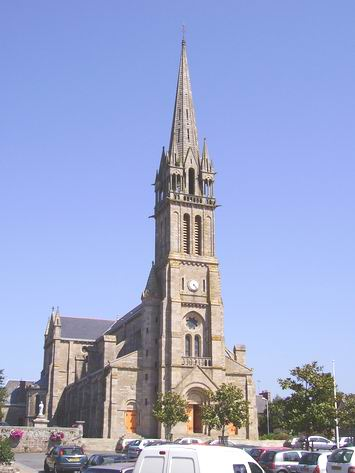
Церковь Святых Петра и Павла
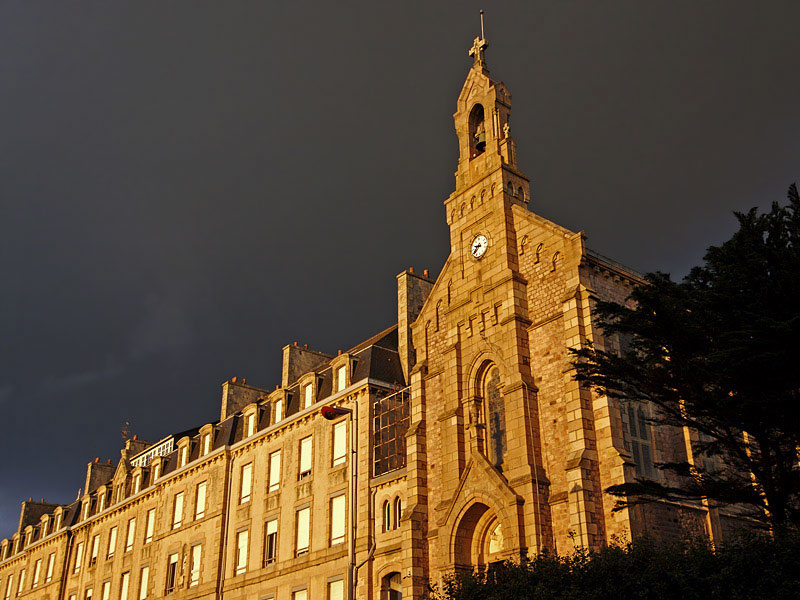
Часовня Нотр-Дам
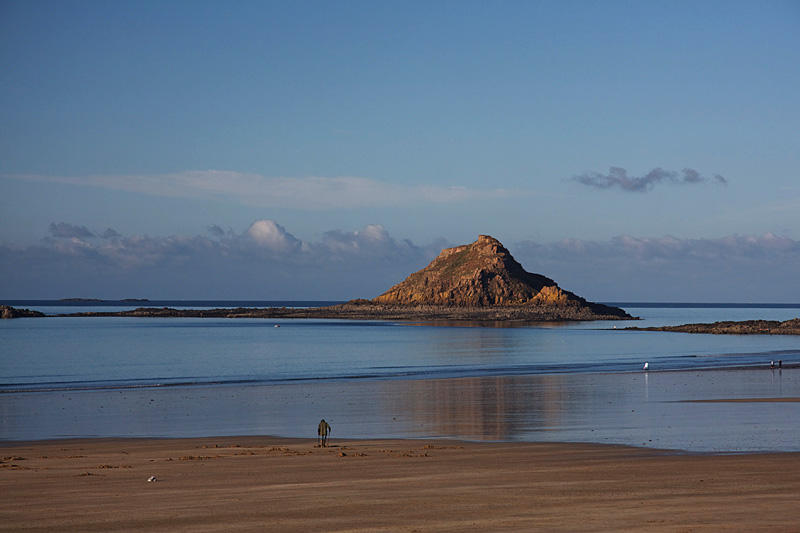
Остров Ле-Верделе
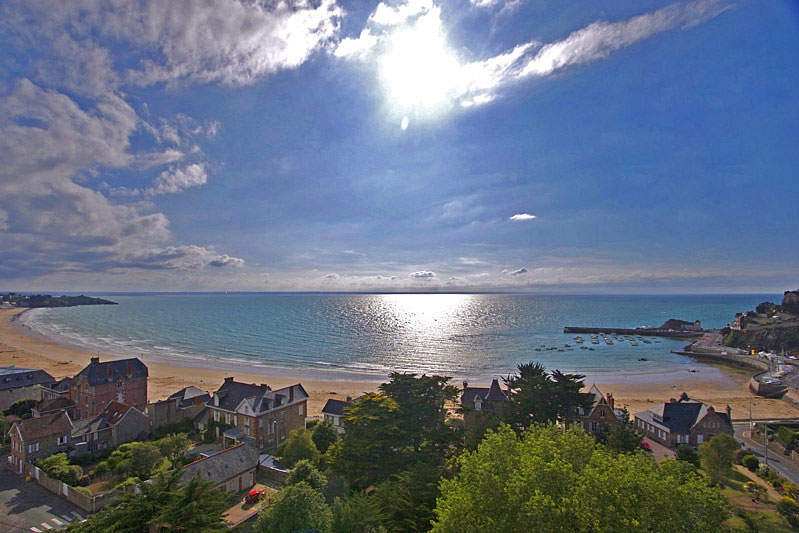
Пляж Пленёф-Валь-Андре
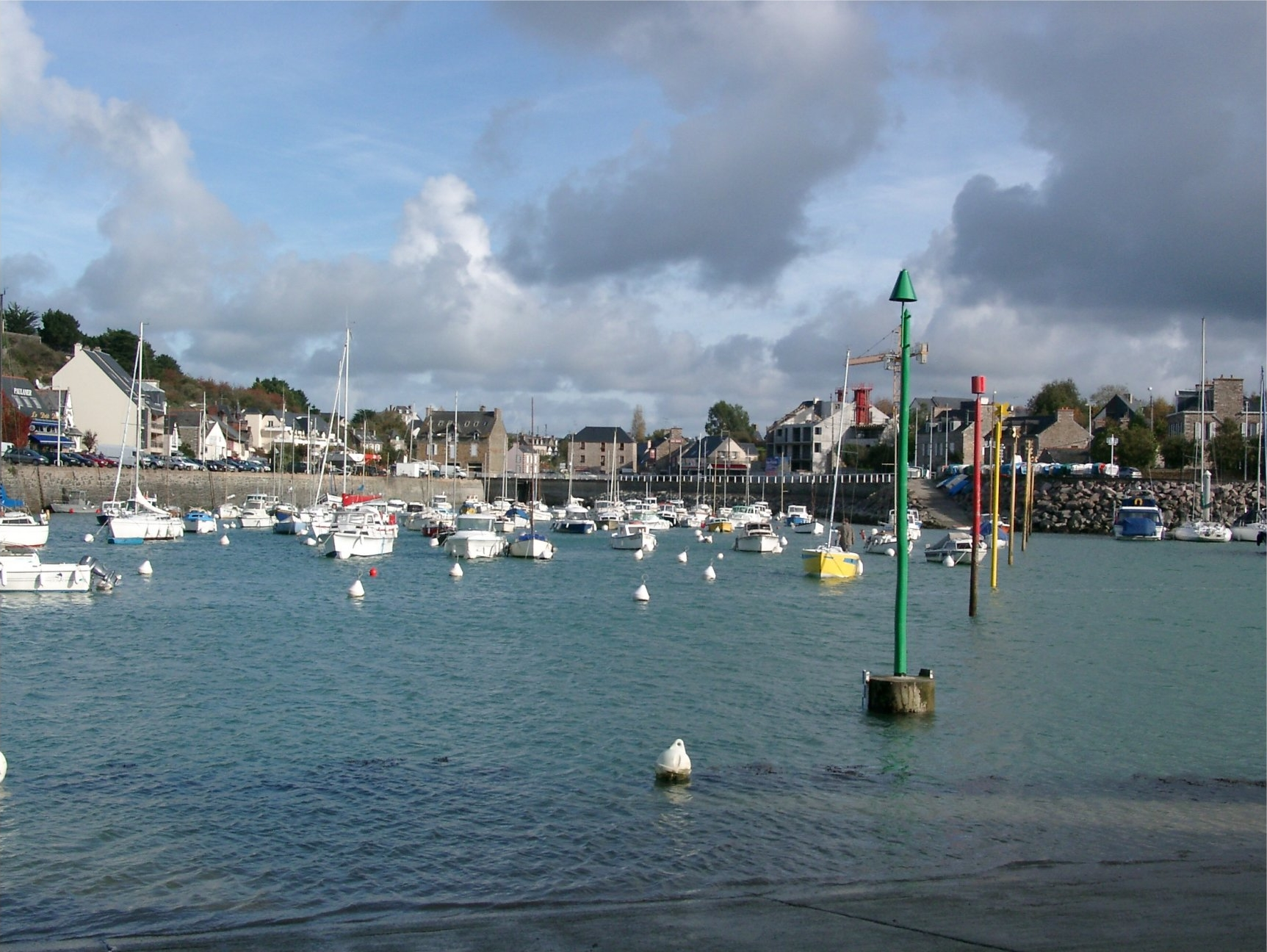
Порт Дауэ[фр.]